# Tidig mosaiktrollslända
Tidig mosaiktrollslända (Brachytron pratense) är en art i insektsordningen trollsländor som tillhör familjen mosaiktrollsländor.

## Kännetecken
Den tidiga mosaiktrollsländans hane har mörk grundfärg på kroppen, gulgrön teckning på mellankroppen och blågrön teckning på bakkroppen. Honan har mörk grundfärg på kroppen och gulaktig teckning. Båda har över hela kroppen fina hår. Vingarna är genomskinliga med brunaktigt vingmärke. Vingbredden är omkring 80 millimeter och bakkroppens längd är 38 till 47 millimeter.

## Utbredning
Den tidiga mosaiktrollsländan finns i Europa och i delar av västra Asien. I Sverige finns den i de sydvästra delarna av landet, från Skåne till Uppland.

## Levnadssätt
Den tidiga mosaiktrollsländans habitat är främst små, stilla vattensamlingar som dammar. Den beger sig sällan långt från vatten. Efter parningen lägger honan äggen ensam, oftast i flytande döda växtdelar. Utvecklingstiden från ägg till imago är tre år och flytiden från maj till början av juli. Ett annat namn som ibland används för arten i Sverige är vårmosaikslända, vilket syftar på att den är en av de tidigast flygande trollsländorna under året.